# Traian Coșovei
Traian Coșovei (n. 24 martie 1921, Somova, Tulcea, România – d. 16 iulie 1993, București, România) a fost un prozator, poet și reporter român.
Traian Coșovei s-a născut într-o familie de pescari din Delta Dunării. După ce a urmat liceul la Tulcea, a studiat la Facultatea de Litere și Filosofie a Universității din București, între anii 1943 - 1947, unde i-a avut ca profesori pe Tudor Vianu, George Călinescu, Mihai Ralea și Dimitrie Gusti.
Adept al realismului socialist, el este cunoscut pentru că a scris reportaje elogioase după călătoria sa în Uniunea Sovietică.
A murit la 16 iulie 1993 și este înmormântat în satul natal, iar școala cu clasele I – VIII din Somova îi poartă numele. Este tatăl poetului Traian T. Coșovei.

## Volume publicate
- La taliane. Nuvelă. București: E.S.P.L.A., 1950
- Prietenie. Reportaje. București: Editura Tineretului, 1951
- Împărații vânturilor. Reportaje. București: Editura Tineretului, 1954
- Sub cerul liber. Reportaje. București: Editura Tineretului, 1954
- Uriașul preludiu. Reportaje. București: Editura Tineretului, 1955
- Farmecul genezei. Reportaje. București: Editura Tineretului, 1956
- Dimensiuni. Peisaj sovietic. București: Editura Tineretului, 1957
- Dobrogea de aur. Reportaje. București: Editura Militară, 1958
- Cântec să crească băiatul. Povestiri. București: Editura Tineretului, 1959
- Semnul din larg. Reportaje. București: Editura Tineretului, 1960
- Oceanul. Poeme. București: Editura pentru Literatură, 1962
- Râul porni mai departe. Nuvele. București: Editura tineretului, 1963
- Stelele dimineții. Reportaje. București: Editura pentru Literatură, 1964
- Firul de iarbă. Povestiri. București: Editura Tineretului, 1965
- Tânărul meu Ulise. Roman. București: Editura pentru literatură, 1966
- Pe urmele voastre. Poeme. București: Editura Tineretului, 1967
- Când mă grăbeam spre mare. Poeme. București: Editura pentru literatură, 1967
- Informația ereditară. Versuri. București: Editura Tineretului, 1969
- Prietenă cu focul și cu apa. București: Editura pentru Literatură, 1969
- Odă zilnică. Reportaje. București: Editura Eminescu, 1970
- O colibă sub fereastra ta. Roman. București: Editura Albatros, 1971
- Fata cu părul lung. Reportaje. București: Editura Albatros, 1972
- Laudă fluviului. Poeme. București: Editura Eminescu, 1974
- Mai fericiți decat Ulise. Reportaje. București: Editura Cartea Românească, 1974
- Tuturor drumurilor. Poeme, București: Ed. Cartea Românească, 1974
- La țărmul cu lună. Versuri. București: Editura Cartea Românească, 1977
- Dobrogea de aur. Oameni și locuri. București: Editura Eminescu, 1978
- Farmecul genezei. Reportaje. București: Editura Albatros, 1979
- Să mai văd o dată Lotru. Reportaje. București: Editura Albatros, 1982
- Tropaeum Traiani. Poem. București: Editura Eminescu, 1982
- Banchetul Toamnei. Versuri. București: Editura Cartea Românească, 1984
- Când cerul se schimbă. Poeme. București: Editura Eminescu, 1987

## Premii
- Premiul „Alexandru Sahia” al Academiei Române (1955).[2]